# Волга (Некоузский район)
Во́лга — посёлок в Некоузском районе Ярославской области России. 
В рамках организации местного самоуправления является центром Волжского сельского поселения, в рамках административно-территориального устройства образует Волжский сельский округ.

## География
Населённый пункт расположен на берегу Рыбинского водохранилища (река Волга), в 26 км к востоку от районного центра села Новый Некоуз. 
Железнодорожная станция Волга Северной железной дороги.

## История
Посёлок возник в эпоху индустриализации, когда в конце XIX века на железнодорожной ветке Рыбинск — Бологое близ реки Волга немецкими промышленниками была построена шерстопрядильная фабрика (позднее Фабрика имени Розы Люксембург). Инфраструктура населённого пункта складывалась вокруг данного производства, строились бараки для рабочих, клуб, школа, библиотека, больница и пр.. В дальнейшем здесь были открыты ещё два завода — клеевой и хлебопекарный, а также швейная фабрика. Близлежащие деревни вошли в состав рабочего посёлка в качестве микрорайонов и улиц.
В 1927—1996 годах Волга имела статус посёлка городского типа как рабочий посёлок.

## Население
| 1939  | 1959  | 1970  | 1979  | 1989  | 2002  | 2007  |
| ----- | ----- | ----- | ----- | ----- | ----- | ----- |
| 5261  | ↗5642 | ↘5415 | ↘4933 | ↘4513 | ↘3543 | ↘3027 |
| 2010  |       |       |       |       |       |       |
| ↘2960 |       |       |       |       |       |       |

Согласно результатам переписи 2002 года, в национальной структуре населения русские составляли 96 % от всех жителей.
Население на 1 января 2007 года — 3027 человек.

## Инфраструктура
В селе имеются продуктовые магазины («Продукты», «Хозяюшка», «Весна», «Радуга», «Люкс», «Хлебосол»), супермаркет «Пятёрочка», пункт выдачи «OZON», отделение и банкомат «Сбербанка», отделение почтовой связи №152750, строительный магазин «Стройматериалы», электрическая подстанция Волга, котельная, торговый центры «Волжский» и «Народный», магазин цветов «Цветы», магазин одежды «Одежда», сельская администрация, аптека «Лан», кафе «Чайка», продуктовый рынок, ледовый каток, хлебозавод «Волжский пекарь», стадион «Текстильщик», автосервис.
Действовала шерстопрядильная фабрика имени Розы Люксембург. Ныне закрыта.

### Образование
- Волжская библиотека № 28
- Волжский детский сад
- Волжская средняя общеобразовательная школа

### Памятники и мемориалы
- Учителям и учащимся Волжской средней школы, павшим в боях за Родину в годы Великов Отечественной войны 1941-1945 годов
- В.И. Ульянов
- Мемориал Великой Отечественной войны
- Павшим борцам революции и Гражданской войны
- Футбольной команде Текстильщик

## Транспорт

### Автобусное сообщение
Автобусный маршрут №102 связывает посёлок Волга с посёлком Шестихино.

### Железнодорожное сообщение
Железнодорожная станция Волга принимает пригородные электрички и междугородние поезда.

## СМИ

### Телевидение
Ярославский филиал ФГУП «РТРС» обеспечивает на территории посёлка приём первого (21 ТВК) и второго (57 ТВК) мультиплексов цифрового эфирного телевидения России. Передатчик установлен в посёлке.

### Радио[18]
- 70,88 МГц Радио России / ГТРК Ярославия

## Достопримечательности
Здание ныне недействующей шерстопрядильной фабрики привлекает внимание многих благодаря своеобразной архитектуре: краснокирпичная кладка, вытянутые полуовальные окна — узнаваемые черты немецкого индустриализма.
Не менее интересно ещё одно сооружение — километровый железнодорожный мост через р. Волгу, с четырьмя полукруглыми пролетами. Мост был построен в 1938 году в нескольких метрах ниже по течению от первоначального моста постройки 1871 года. Верхнее пролётное строение старого моста было снято в связи со строительством Рыбинского гидроузла. «Быки» от него до сих пор стоят над водой.